# Стефан Урош I
Стефан Урош I Великий (?) (серб. Стефан Урош I Велики; 1223—1277) — 4-й король Сербії з 1242 до 1276 року. Походив з династії Неманичів.

## Життєпис

### Внутрішня політика
Стефан Урош був сином короля Стефана II та Ганни Дандоло, родички знатної венеційської родини. У 1242 році, скориставшись послабленням авторитету свого зведеного брата Стефана Владислава I, який не зміг ефективно протидіяти монгольській навалі, Стефан Урош зчинив заколот й захопив владу.
Ставши королем, Стефан Урош I багато зусиль спрямовував на економічне піднесення Сербії. Він запросив до себе саксонських копалів та інших спеціалістів для розробки срібних копалень у Брсково та Рудник. Приток майстрів із Німеччини неабияк сприяв економічному піднесенню країни. Вона почала досить швидко відновлюватися після монгольського руйнування.
Водночас зі зростанням видобутку срібла, почала розвиватися торгівля. Цьому сприяли договори з Дубровницькою та Венеціанською республіками. Торгівля зосередилася у значних містах на Адріатичному узбережжі - Дубровнику й Которі (який належав Сербії). Маючи значний притік грошей, Стефан Урош I став карбувати власну срібну монету, взявши за приклад венеційські гроші.
Тільки наприкінці свого правління Стефан Урош зміг підкорити напівнезалежних володарів князівства Захумлє.

### Зовнішня політика
На час приходу Стефана Уроша I до влади на Балканах склалася непроста ситуація. З одного боку внаслідок монгольського вторгнення Угорщина та Болгарія були суттєво послаблені й не могли вже значно впливати на перебіг дій цієї частини Європи. З іншого боку загострювалося протистояння володарів Епіру та Нікеї, до того ж все ще існувала Латинська імперія.
Стефан Урош I уклав угоду з нікейським імператором Іоанном III Ватацом проти Епіру та Болгарії. Це виявилося вчасним. У 1252-1253 роках під час його боротьби з Дубровницькою республікою, почалася війна з Болгарією. У 1254 році Михайло I Асень, цар Болгарії, з великою потугою вторгся до Сербії. Внаслідок цього сербський архієпископ змушений був утекти з Жичі, місця свого перебування, до Печі. Зупинити болгарську навалу  Стефану Урошу допоміг  його союзник - імператор Іоанн Ватац. наступник Ватаца  Феодор II Ласкаріс остаточно змусив Михайла Асеня залишити сербські землі. 
Після цього завдяки сербській та нікейській дипломатії Михайла Асеня скинули з престолу. Незабаром трон Болгарії зайняв родич Неманичів - Костянтин Тиха, який керував країною до 1277 року. Тому для Стефана Уроша I загроза з боку Болгарії була ліквідована.
Через деякий час король Сербії приєднався до нового балканського політичного угрупування, започаткованого Михайлом II (1237-1271), деспотом Епіру. До цієї коаліції приєдналися також Манфред, король Сицилії, та Гійом де Віллардуен, князь Ахейський. Внаслідок військових дій цих володарів значна частина території Альбанії та Македонії була звільнена від військ Нікейської імперії. Стефан Урош I зміг приєднати до своїх володінь міста Скоп'є та Прилеп. Ситуація змінилася у 1259 році, коли владу у Нікейській державі перебрав Михайло VIII Палеолог. Тоді ж під Пелагонією в Албанії він завдав нищівної поразки союзникам. Вплив Епіру було знищено. Сербія також опинилася у складному становищі.
У 60-х роках точилася війна Стефан Уроша з Дубровником, яка завершилася у 1268. Було укладено нову мирну угоду. Дубровник зобов'язався сплачувати Сербії певну суму грошей за захист.
У 1268 році Стефан Урош I розпочав війну з королівством Угорщиною за територію навколо Белграда. Тут він зазнав поразки, потрапив у полон до угорців. за нього було сплачено чималий викуп, а син Стефана Уроша  Стефан Драгутін одружився з донькою угорського короля Стефана V  Катериною.

### Останні роки
У 70-х роках погіршилися стосунки між Стефаном Урошем I та його сином Стефаном Драгутіном. Внаслідок цього Стефан Урош намагався передати владу молодшому синові Стефану Мілутіну. Тому у 1276 році повстав Драгутін й скинув свого батька з трону, запроторивши Стефана Уроша до монастиря Сопокани, де останній помер у 1277 році.

## Родина
Дружина - Олена (1236-1314), родичка Карла I Анжуйського, короля Сицилії і Неаполя.
Діти:
- Стефан Драгутін (д/н-1316)
- Стефан Мілутін (1253-1321)
- Бранка